# فراوس
فراوس (به انگلیسی: Fraus)، در اساطیر رومی الهه شخصیت خیانت و کلاهبرداری بود. او دختر ارکوس و نیکس (شب) بود، و با چهره یک زن، بدن مار و نیش عقرب در دم به‌تصویر کشیده شده بود.